# ミヤコテングハギ
ミヤコテングハギ （学名：Naso lituratus）は、ニザダイ科に属する魚の一種。太平洋とインド洋の一部に分布し、サンゴ礁に生息する。黄色と黒色の頭部、オレンジ色の尾柄が特徴で、雄は尾鰭の条が長く伸びる。主に藻類を食べる。

## 分類と名称
1801年にドイツの博物学者であるヨハン・フォースターによって Acanthurus lituratus として記載され、タイプ産地は南太平洋であった。
種小名はラテン語で「消えた」を意味し、薄い横縞模様を示している。clown unicornfish、orangespined unicornfish、black-finned unicornfish、Pacific orangespined unicornfish、blackfinned unicornfish、stripefaced unicornfishなどの英名がある。

## 分布と生息地
インド洋東部のココス諸島からフランス領ポリネシア、ピトケアン諸島、北は日本、南はニンガルー・リーフ、グレートバリアリーフ南部、オーストラリア、ニューカレドニア、ラパ島まで、インド洋と西太平洋に広く分布する。東太平洋ではクリッパートン島から偶発的な記録がある。ココス諸島以西のインド洋では、よく似た Naso elegans が分布している。日本では南日本太平洋岸、南西諸島に分布する。水深5-30m、最大で90mのラグーンや浅いサンゴ礁の斜面、岩礁や岩場などに生息する。

## 形態
体長は45cm、体重4.6kgに達する。背鰭は6棘と26-29軟条から、臀鰭は2棘と27-30軟条から、胸鰭は17条から成る。前頭部に角のような突起は無く、吻の背縁がくぼむ。背側の体色は茶褐色から青灰色、腹側は黄灰色から黄色である。口唇及び尾柄部の骨質板は橙色で、背鰭軟状部の外縁は白色である。尾鰭は截形で、雄の尾鰭の両端は糸状に成長する。

## 生態
成魚は小さな群れを作り、幼魚は他の種と混ざって群れを作る。ハイオウギ属などの葉状藻類を食べる。Epulonipiscium 属の細菌が体内に存在しており、藻類の消化を助けるために利用している。

## 利用
沖縄県では追い込み漁などで漁獲され、非常に美味しい魚として利用される。刺身、みそ汁、煮物などにして食べられる。